# Arrenurus dinotoformis
Arrenurus dinotoformis är en kvalsterart som beskrevs av Cook 1954. Arrenurus dinotoformis ingår i släktet Arrenurus och familjen Arrenuridae. Inga underarter finns listade i Catalogue of Life.